# Agulha (Fernando Prestes)
Agulha é um distrito do município brasileiro de Fernando Prestes, no interior do estado de São Paulo.

## História

### Origem
Existem duas versões populares que justificam a origem da denominação do distrito de Agulha. Uma delas se deve à passagem da nobre Sra. Maria Francisca de Jesus Castilho (conhecida como Capa Preta) por essa região a caminho de São José do Rio Preto, ocasião em que teria perdido seu cesto de costura com agulhas de osso, prata e marfim, objetos confeccionados por artesãos da Corte do Rio de Janeiro.
Montou-se então um acampamento no local, e os escravos foram obrigados a procurar o cesto com as agulhas. Não se sabe se foi encontrado, mas em decorrência do fato o lugar do acontecido passou a ser conhecido como o “Lugar das Agulhas”. 
A outra versão é devida à existência na região de grande quantidade de uma espécie de vegetação nativa, o chamado “Capim Agulha” ou “Sapé”, cuja forma assemelha-se a uma agulha de coser.
No “Lugar das Agulhas”, que era passagem dos tropeiros, surgiram pequenas choupanas onde escravos alforriados, filhos de escravos, mulatos e descendentes dos Castilhos pernoitavam, quando de suas expedições pelas glebas da Sesmaria Capa Preta, que abrangia as terras de toda essa região, terras estas que Maria Francisca de Jesus Castilho recebeu do próprio Imperador Dom Pedro I, pois ela, sendo amiga da Imperatriz Leopoldina, foi ama de leite de Dom Pedro II.

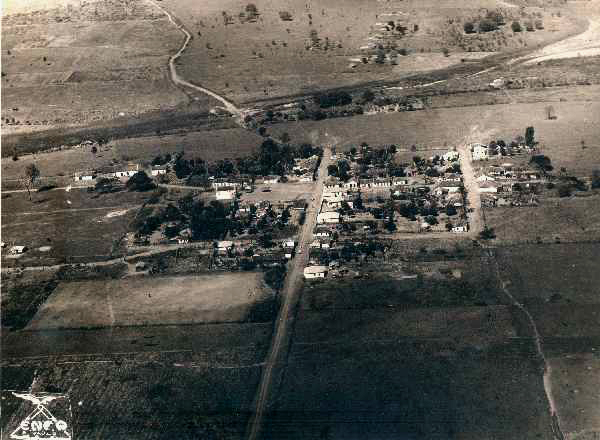
Vista aérea (1939).

No ano de 1911, o Sr. Vergílio da Silva Camargo adquiriu terras onde hoje situa se o distrito de Agulha e, derrubando matas virgens, deu inicio às primeiras lavouras de café, juntamente com as famílias de José Francisco Salles e Gabas.
Vergílio fixou-se nessa região, originando o povoado. Com o predomínio da religião católica, foi realizada em 1919 a primeira missa campal no povoado, sendo que o Sr. Vergílio da Silva Camargo doou um terreno para a construção de uma igreja, a qual foi construída de madeira, tendo sido realizada a primeira festa em louvor ao santo padroeiro em 20 de janeiro de 1921. A pedra fundamental da atual igreja foi lançada em 1929.
Até o ano de 1935 Agulha pertenceu ao município de Taquaritinga na condição de povoado, e para que o processo de emancipação política do município de Fernando Prestes fosse aprovado, necessitava-se de uma maior área de terras, conforme dispositivos legais.
Propôs-se então, por acordo político, que o povoado de Agulha passasse a pertencer ao novo município, sob a condição de ser elevado à categoria de distrito, com a nova denominação de Vila Camargo, em homenagem ao fundador, sendo tal processo concluído no ano de 1936.
No ano de 1937 o Sr. Alexandre Cicconi doou um terreno onde foi construído o cemitério local. Em 1944, através de legislação estadual, o distrito volta a ser denominado Agulha, permanecendo até a atualidade.

### Formação administrativa

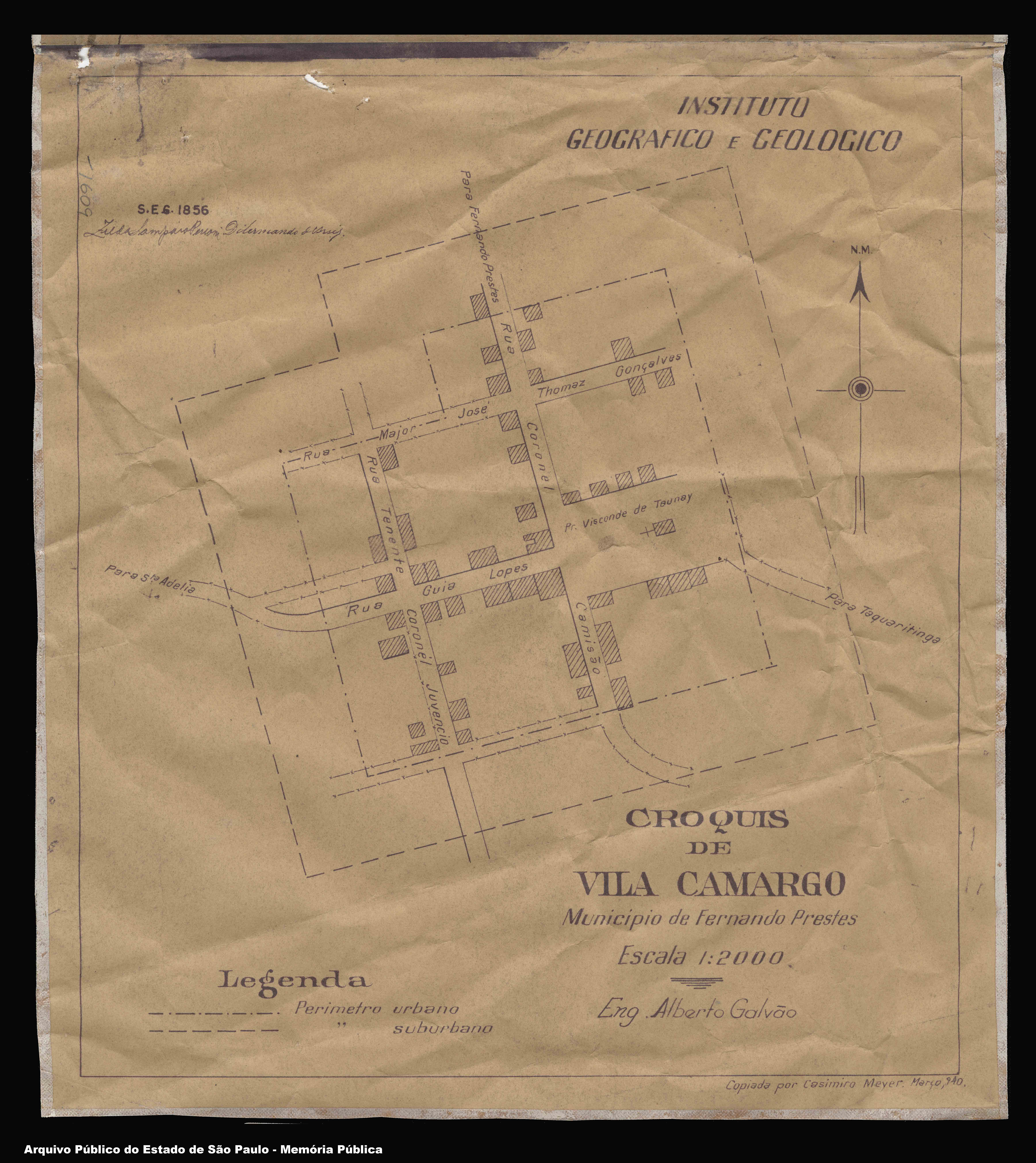
Planta da área urbana original.

- Em 13/11/1923 é criado o distrito policial de Agulha no município de Taquaritinga[8].
- Decreto nº 7.368 de 03/08/1935 - Transfere do munícípio de Taquaritinga para o de Fernando Prestes o distrito policial de Agulha[5].
- Lei nº 2.625 de 14/01/1936 - Cria o distrito de Vila Camargo, com sede no distrito policial de Agulha, município de Fernando Prestes[6][9].
- Decreto nº 7.661 de 08/05/1936 - Muda a denominação do distrito policial de Agulha para Vila Camargo[10].
- Decreto nº 11.069 de 04/05/1940 - Altera a denominação para Camargo[11].
- Decreto-Lei nº 14.334 de 30/11/1944 - Altera a denominação para Agulha[7].

### Pedido de emancipação
O distrito tentou a emancipação político-administrativa e ser elevado à município, através de processos que deram entrada na Assembléia Legislativa do Estado de São Paulo nos anos de 1990 e 1993, mas como não atendiam os requisitos necessários exigidos por lei para tal finalidade, os processos foram arquivados.

## Geografia

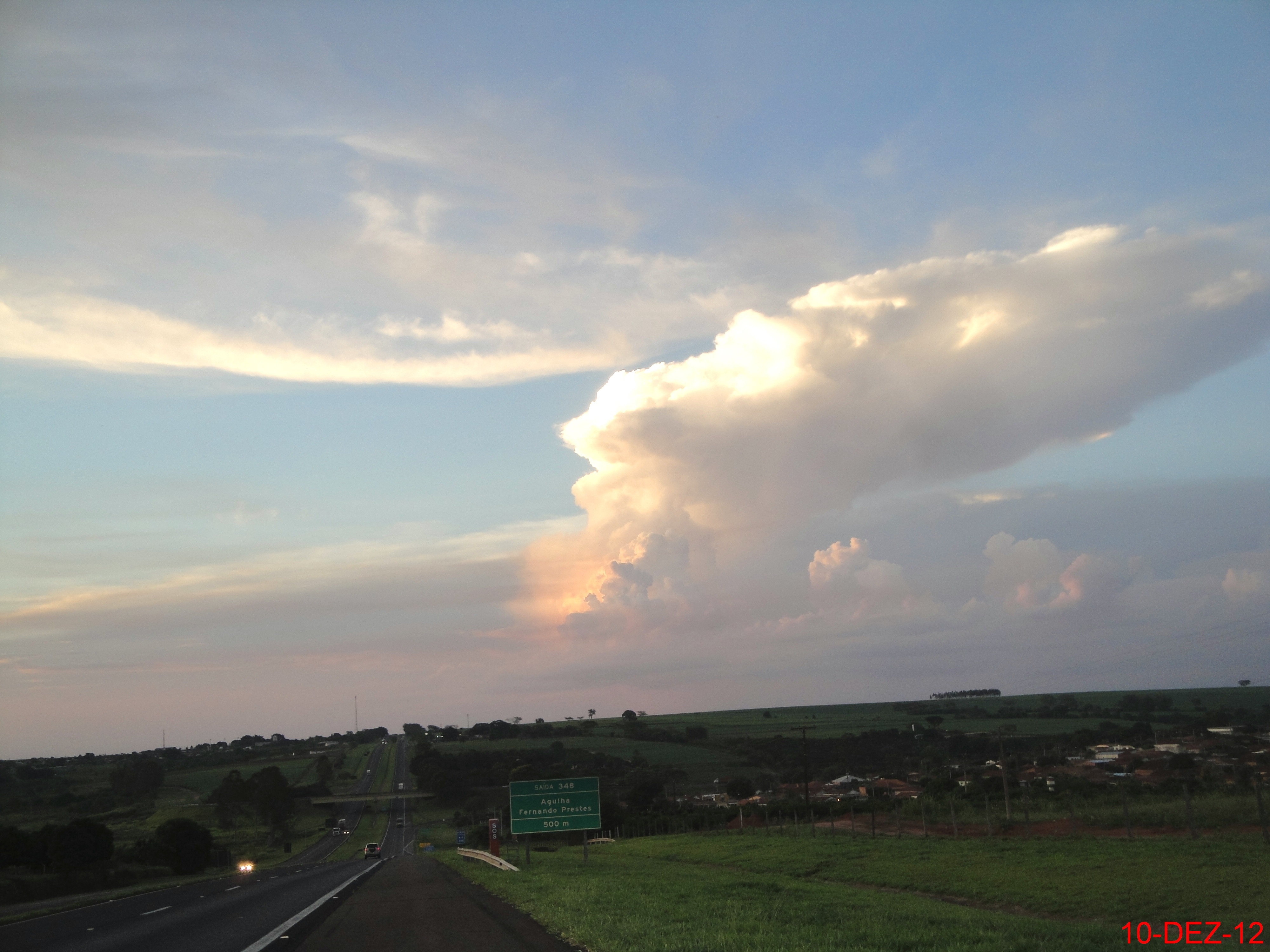
Acesso de Agulha na Rodovia Washington Luís (SP-310).

### Demografia

#### População urbana
| Crescimento população urbana | Crescimento população urbana | Crescimento população urbana | Crescimento população urbana |
| Censo                        | Pop.                         |                              | %±                           |
| ---------------------------- | ---------------------------- | ---------------------------- | ---------------------------- |
| 1940                         | 199                          |                              | —                            |
| 1950                         | 157                          |                              | −21,1%                       |
| 1960                         | 234                          |                              | 49,0%                        |
| 1970                         | 315                          |                              | 34,6%                        |
| 1980                         | 531                          |                              | 68,6%                        |
| 1991                         | 993                          |                              | 87,0%                        |
| 2000                         | 1 179                        |                              | 18,7%                        |
| 2010                         | 1 322                        |                              | 12,1%                        |
| Fonte: IBGE e Fundação SEADE |                              |                              |                              |

#### População total
Pelo Censo 2010 (IBGE) a população total do distrito era de 1 616 habitantes.

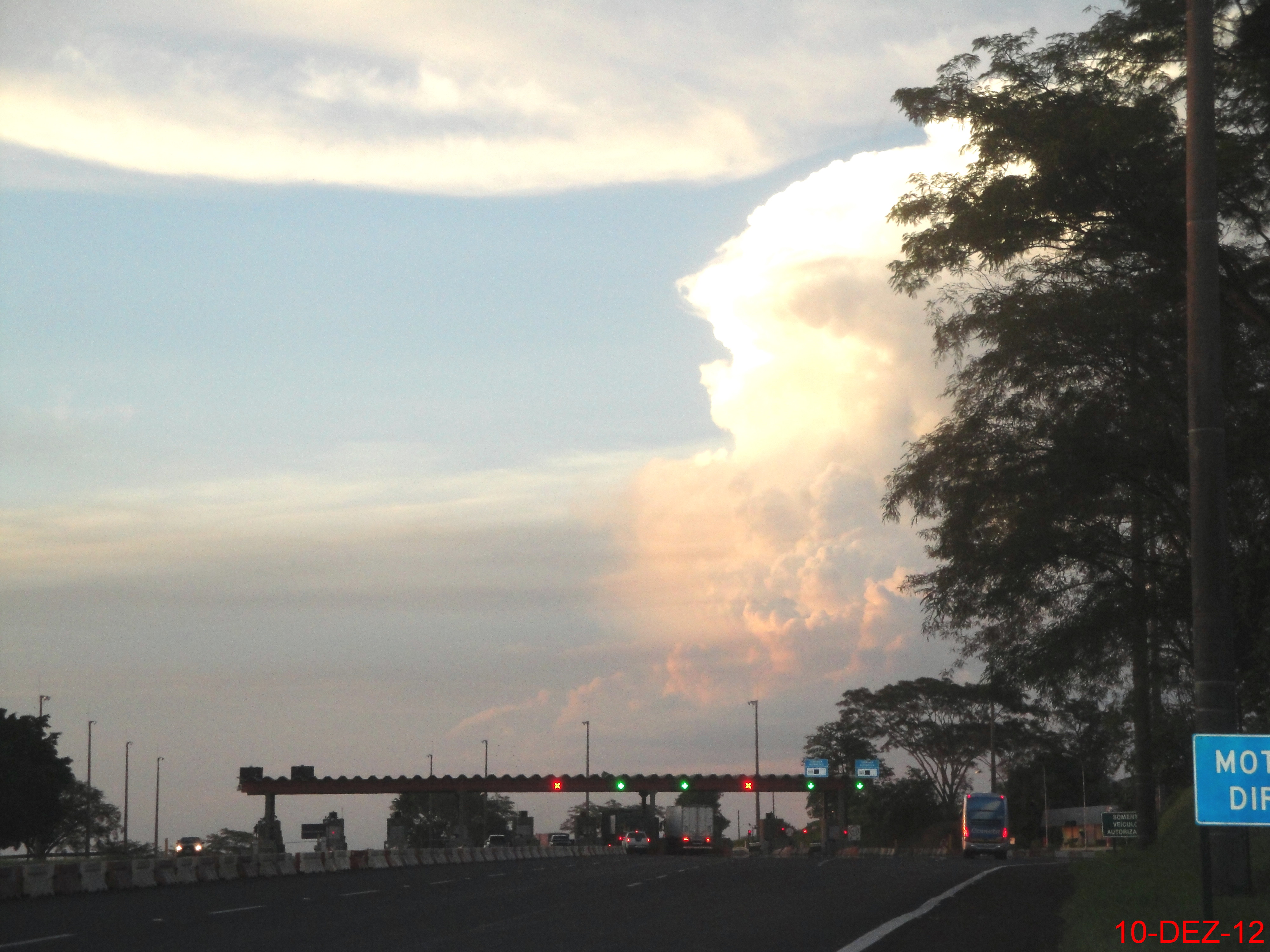
Pedágio de Agullha.

### Área territorial
A área territorial do distrito é de 70,415 km².

### Rodovias
O distrito fica às margens da Rodovia Washington Luís (SP-310). Em Agulha fica um dos pedágios da concessionária Triângulo do Sol nesta rodovia.

### Hidrografia
- Córrego da Agulha, afluente do Ribeirão dos Porcos.

## Serviços públicos

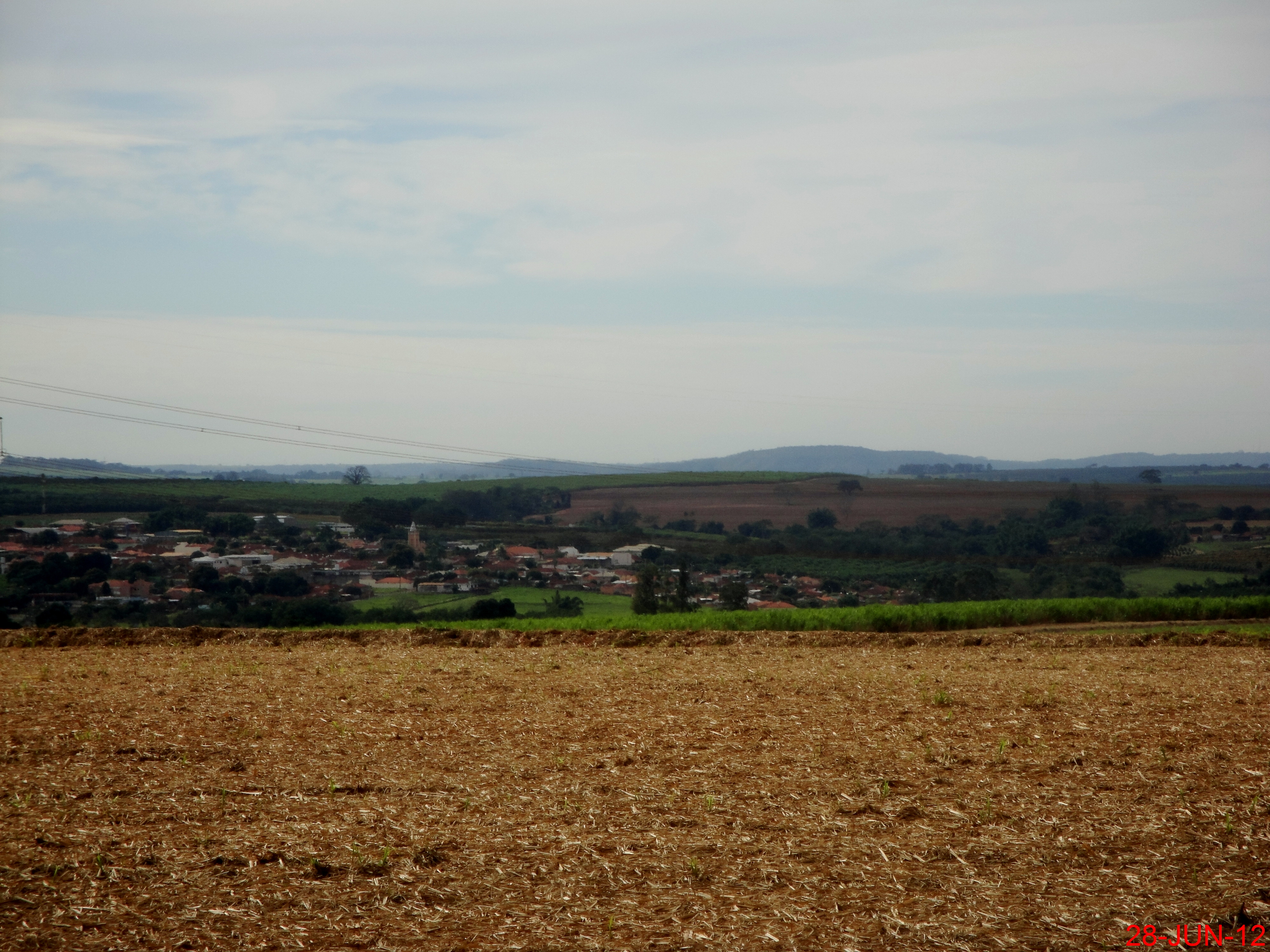
Vista do distrito.

### Registro civil
Atualmente é feito no próprio distrito, pois o Cartório de Registro Civil das Pessoas Naturais ainda continua ativo.

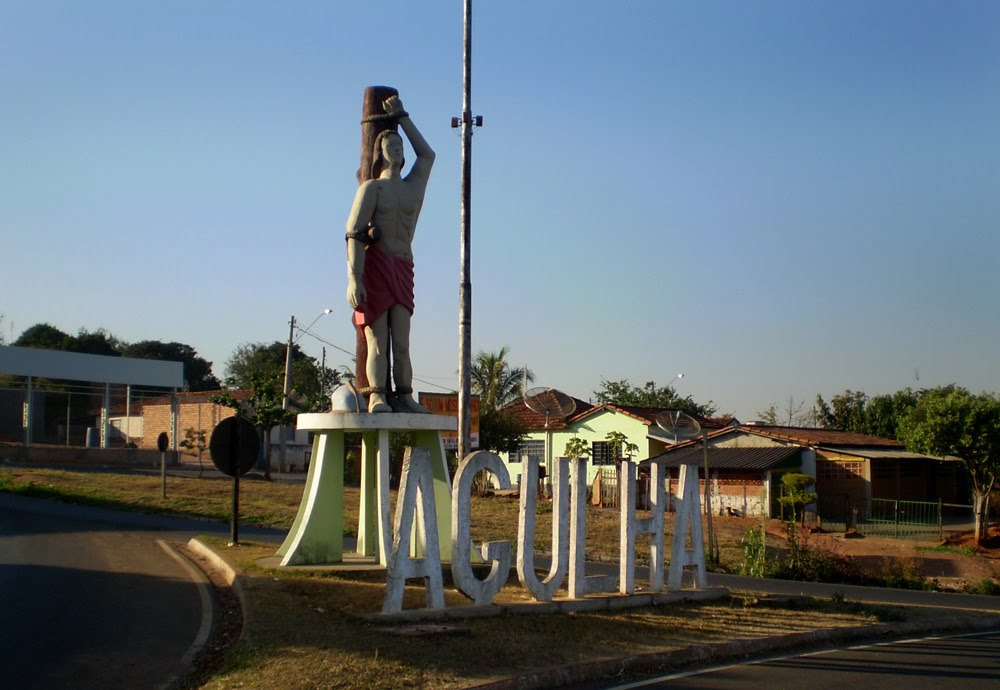
Entrada de Agulha.

### Saneamento
O serviço de abastecimento de água é feito pela Companhia de Saneamento Básico do Estado de São Paulo (SABESP).

### Energia
A responsável pelo abastecimento de energia elétrica é a CPFL Paulista, distribuidora do Grupo CPFL Energia. A rede de energia elétrica do distrito foi implantada no ano de 1968, em substituição ao gerador diesel. 

### Telecomunicações
O distrito era atendido pela Telecomunicações de São Paulo (TELESP), que inaugurou a central telefônica utilizada até os dias atuais. Em 1998 esta empresa foi vendida para a Telefônica, que em 2012 adotou a marca Vivo para suas operações.

## Religião

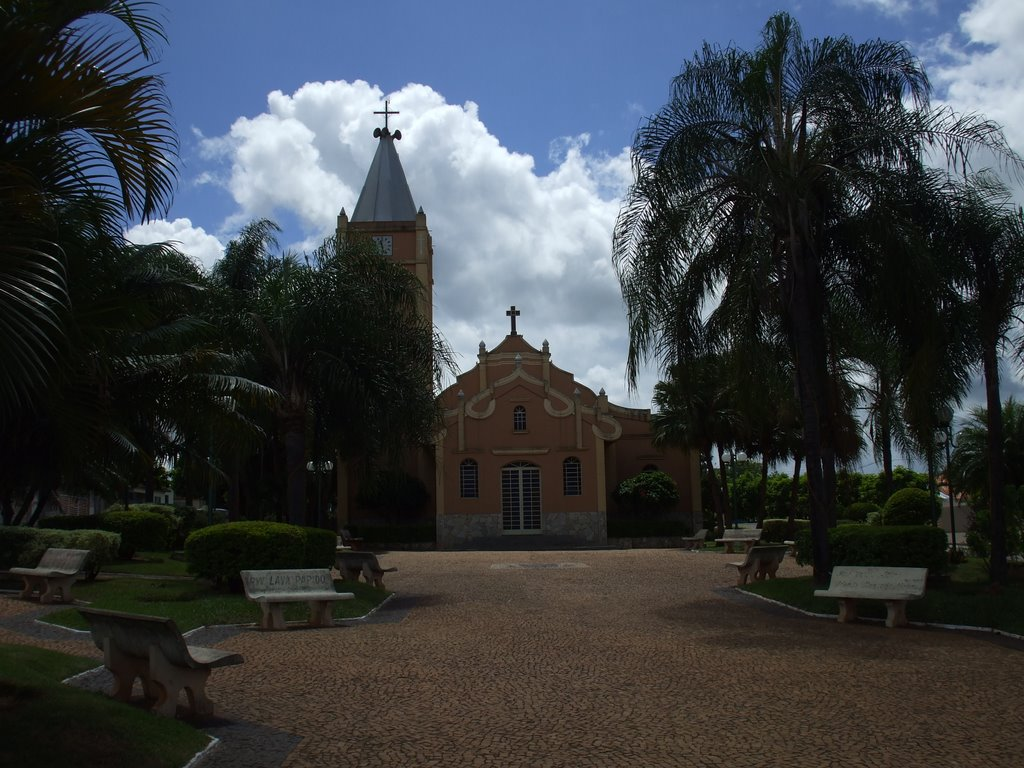
Igreja.

O Cristianismo se faz presente no distrito da seguinte forma:

### Igreja Católica
- A igreja faz parte da Diocese de Jaboticabal[26].

### Igrejas Evangélicas
- Congregação Cristã no Brasil[27].